# آرثر روس
آرثر روس (بالإنجليزية: Arthur Ross) هو شخصية أعمال أمريكي، ولد في 25 نوفمبر 1910، وتوفي في 10 سبتمبر 2007.